# شمال غرب پیرکانما
شمال غرب پیرکانما زیرمجموعه پیرکانما و یکی از ناحیه‌ها در فنلاند از سال ۲۰۰۹ است

## شهرداری‌ها
| نشان ملی           | شهرداری          |
| ------------------ | ---------------- |
| Ikaalisten vaakuna | ایکالینن (شهر)   |
| Kihniön vaakuna    | کیهنیو (شهرداری) |
| Parkanon vaakuna   | پارکانو (شهر)    |